# Антоні Дарґас
Антоні Дарґас (пол. Antoni Dargas; 12 березня 1915, Чарново — 8 листопада 1991, Лондон) — польський політичний діяч і публіцист, у 1958–1991 роках працював головним редактором часопису «Myśl Polska», з 1968 року був президентом Національної партії в екзилі.

## Біографія
Антоні Дарґас народився 12 березня 1915 року в селі Чарново.
Останній довоєнний голова Великопольського округу Академічного товариства «Загальнопольська молодь» у Познані.
У 1939 році емігрував у зв'язку з початком Другої світової війни, перебував у Франції та Великій Британії. Був еміграційним активістом Національної партії.
З 1957 року був співредактором щоквартальника «Польща і Німеччина» (разом з Юзефом Кіселевським). З 1958 по 1991 рік був редактором «Myśl Polska».
Помер 8 листопада 1991 року в Лондоні.